# یواس‌اس دکوی (۱۸۲۲)
یواس‌اس دکوی (۱۸۲۲) (به انگلیسی: USS Decoy (1822)) یک کشتی بود. این کشتی در سال ۱۸۲۲ ساخته شد.